# قائمة سفراء إسرائيل إلى الولايات المتحدة الأمريكية

## قائمة السفراء
قائمة سفراء إسرائيل إلى الولايات المتحدة الأمريكية:
1. إلياهوو إيلات، 1948–1950
2. أبا إيبان, 1950–1959
3. أفراهام هارمان, 1959–1968
4. إسحاق رابين، 1968–1973
5. سينشا دينيتز، 1973–1979
6. إفرايم إفرون، 1979–1982
7. موشيه آرنز، 1982–1983
8. مائير روزن، 1983–1987
9. Moshe Arad، 1987–1990
10. زلمان شوفال، 1990–1993
11. إيتامار رابينوفيتش، 1993–1996
12. إلياهو بن إليسار، 1996–1998
13. Zalman Shoval، 1998–1999
14. دافيد إيفري، 1999–2002
15. داني أيالون، 2002–2006
16. Sallai Meridor، 2006–2009
17. مايكل أورين، 2009–2013
18. رون ديرمر، 2013–2021
19. جلعاد أردان، 2021[1]
20. ميخائيل هرتسوغ  [لغات أخرى]‏, 2021–present[2] (15 نوفمبر 2021 - 24 يناير 2025)
21. يحيئيل ليتر (27 يناير 2025 - الآن)

## انظر ايضا
- إسرائيل والأمم المتحدة
- مجلس الأمن التابع للأمم المتحدة
- الجمعية العامة للأمم المتحدة
- رقابة الأمم المتحدة
- مندوب إسرائيل الدائم لدى الأمم المتحدة